# Peter Žmitek
Peter Žmitek (tudi Šmitek) , slovenski slikar, * 28. junij 1874, Kropa, † 24. december 1935, Ljubljana.

## Življenje in delo
Rodil se je v Kropi kovaškemu mojstru Šimnu in Mariji Žmitek. Risati je začel že kot otrok v Selcih pri svoji stari teti, znani podobarki Micki Pavlič. Po ljudski šoli v Kropi je na županovo priporočilo dobil podporo, da je lahko odšel v Ljubljano na obrtno šolo. Nato je slikarstvo študiral na Dunaju (1894-1898) v Sankt Peterburgu (1898-1902) in v Pragi (1902-1904). Naselil se je v Ljubljani in služboval kot profesor risanja. Prijateljeval je z R. Jakopičem in drugimi slovenskimi impresionisti, bil član kluba Sava ter z njimi redno razstavljal. Sprva je slikal gladko, v sivorjavkastih tonih, okoli leta 1904 se mu je poteza začela rahljati in drobiti, paleta svetliti in sčasoma je dobila značilni rožnati ton. Temelj njegovega slikarstva je realizem, ki ga kljub približevanju impresionistični tehniki ni nikoli presegel. Najraje je slikal žanr in krajino, pa tudi tihožitje, portrete, simbolične motive, živali in lovske prizore. Med prvo svetovno vojno je začela kvaliteta njegovih del upadati, vendar je še veliko ustvarjal, zaradi neugodnih kritik in sporov med kolegi slikarji pa se je umaknil iz javnega življenja.
Slikal je največ v olju, pastelu in akvarelu, veliko je tudi risal in ilustriral ter o umetnosti pisal in predaval. Njegova dela hranijo v Narodni galeriji (tudi skicirke), Dolenjskem muzeju, Mestnem muzeju v Ljubljani in Kovaškem muzeju v Kropi ter zasebni lastniki doma in na tujem (Rusija, Finska, Češka). Od 1952 ima na rojstni hiši v Kropi spominsko ploščo.